# Menhir de Troswick
Le menhir de Troswick est un mégalithe situé dans l'archipel des Shetland, en Écosse.

## Situation
La pierre se dresse dans un pâturage du hameau de Troswick situé dans le sud de l'île de Mainland, à environ 1,5 km au nord-est du village de Boddam (en), dans la paroisse (parish) de Dunrossness (en).
Troswick signifie « Baie du Troll » (Troll's Bay).

## Description
Il s'agit d'un menhir datant de l'Âge du bronze mesurant 2,40 m de hauteur pour une largeur à la base d'1,30 m et une épaisseur maximale de 35 cm,. Selon Noel Fojut, la pierre se compose de grès et mesure 2,30 m de haut.